# Frank Rost
Frank Rost (født 30. juni 1973 i Karl-Marx-Stadt, Østtyskland) er en tidligere tysk fodboldspiller, der spillede som målmand senest hos New York Red Bulls. Derudover har han tidligere optrådt i en årrække hos SV Werder Bremen, som han to gange blev tysk pokalvinder med, og hos Markkleeberg, Schalke 04 og Hamburger SV.

## Landshold
Rost står (pr. februar 2009) noteret for fire kampe for Tysklands landshold, som han debuterede for i 2002 i en kamp mod USA.

## Titler
DFB-Pokal
- 1994 og 1999 med Werder Bremen